# Farid Sadek
Farid Sadek (* 7. April 1983 in Haan) ist ein ehemaliger deutscher Basketballspieler ägyptischer Abstammung. Der 1,88 m große Aufbauspieler stand während seiner Laufbahn unter anderem beim Zweitligisten USC Freiburg unter Vertrag.

## Karriere
Farid Sadek begann seine Karriere im Basketballsport in einem Alter von zwölf Jahren beim Barmer TV. Er wechselte nach einiger Zeit zum größten Verein im Gebiet um Wuppertal, zu den Schwelmer Baskets. Diese verließ er aber bereits wieder nach einer Saison, um sich den Hertener Löwen anzuschließen. 2005/06 kehrte Sadek nach Schwelm (1. Regionalliga West) zurück und war mit durchschnittlich 15 Punkten einer der besten Punktesammler der Mannschaft. Dies blieb auch anderen Vereinen nicht verborgen und so verpflichtete der Zweitligist Düsseldorf Magics den damals 24-jährigen Sadek. In Düsseldorf kam der Aufbauspieler allerdings nicht über eine Rolle als Ersatzspieler hinaus und erzielte pro Spiel 2,3 Punkte und gab im Durchschnitt genau eine Korbvorlage je Begegnung. Der USC Freiburg lockte 2008/09 Sadek in den Breisgau, dort spielte er in der ProA. Zwar bekam Sadek dort wesentlich mehr Spielzeit (20:23 Minuten je Partie), aber seine Werte verbesserten sich nicht.
2009 gaben die Bayer Giants Leverkusen die Sadeks Verpflichtung bekannt. Er spielte bereits zu früheren Zeiten in Leverkusen, ging dort aber nur für die zweite Mannschaft auf Korbjagd. Schnell wurde der Aufbauspieler zum Kopf der gerade in die ProB aufgestiegenen Rheinländer und erzielte in seiner ersten Saison für Bayer 6,9 Punkte pro Spiel und 3,4 Korbvorlagen je Begegnung (18. Platz in der gesamten Liga). In der darauffolgenden Saison verbesserte Sadek seine Statistiken. Sein neuer Trainer Chris Martin forderte von Sadek, mehr Verantwortung im Korbabschluss zu übernehmen. Der Aufbauspieler erzielte 8,5 Punkte und 5,1 Korbvorlagen je Begegnung. Er wies in der ProB bei Vorlagen pro Spiel den siebtbesten Wert auf und kam mit Leverkusen in die neugeschaffenen ProB-Playoffs. Dort unterlag man allerdings der Erdgas Ehingen/Urspringschule mit 0:2. In der Saison 2011/12 stand Sadek zum dritten Mal in Folge in Leverkusens Aufgebot. Der neue Trainer Achim Kuczmann machte Sadek zum Mannschaftskapitän der Farbenstädter. Am Ende der Saison 2011/2012 wechselte Sadek zu den Hertener Löwen, wo er bereits 2005/2006 spielte. Nach einer Saison verließ Sadek auch aus beruflichen Gründen den Kreis Herten und schloss sich zur Spielzeit 2013/2014 der BSG Grevenbroich aus der 1. Regionalliga West an.
Kurz vor Weihnachten 2013 wurde Sadek bei einem Autounfall verletzt. Er erlitt eine schwere Gehirnerschütterung und mehrere Rippen waren geprellt. Im Januar 2014 nahm Sadek wieder am Spielbetrieb der 1. Regionalliga West teil. Später spielte er für die TG 1881 Düsseldorf, unter anderem in der 2. Regionalliga und im Altherrenbereich.
Sadek studierte an der Bergischen Universität Wuppertal Sport und Sozialwissenschaften auf Lehramt.